# Mário Spaki
Dom Mário Spaki (Irati, 14 de dezembro de 1971) é um bispo católico brasileiro. É o quinto bispo diocesano de Paranavaí.

## Biografia
Filho de Izidoro, de ascendência polonesa, e Therezinha Spaki, de origem ucraniana, cresceu na cidade de Irati, no interior do estado do Paraná. Desde a infância demonstrava grande devoção, rezando o terço diariamente. Ingressou no Seminário Propedêutico Diocesano em 1991, onde estudou filosofia no Instituto de Filosofia e Teologia Mater Ecclesiae (IFITEME), da Diocese de Ponta Grossa. Cursou Teologia e Mestrado em Dogmática na Pontifícia Universidade Gregoriana, de Roma, anos 1995 a 2001. Possui três pós-graduações: Counseling, no Instituto de Aconselhamento e Terapia do Sentido de Ser (IATES), em Curitiba; Formação de Presbíteros Diocesanos no Instituto Santo Tomás de Aquino de Belo Horizonte e o curso Cultura e Meios de Comunicação no Serviço à Pastoral da Comunicação (SEPAC), em São Paulo. De 2012 a 2015 fez o curso de Jornalismo na Pontifícia Universidade Católica do Paraná, em Curitiba.
Em 2 de fevereiro de 2003 foi ordenado diácono por Dom João Braz de Aviz e, em 3 de agosto de 2003, presbítero, por Dom Murilo Krieger.
Foi reitor do Seminário Diocesano São José, na diocese de Ponta Grossa, entre 2004 e 2011, nomeado por Dom Sérgio Arthur Braschi. De 2008 a 2011 foi Presidente da Comissão dos Presbíteros do Paraná e Secretário da Comissão Nacional dos Presbíteros. Em setembro de 2011 foi eleito pelos Bispos do Paraná Secretário Executivo do Regional Sul 2 da CNBB, com sede em Curitiba, onde ficou até a nomeação. Durante seu período na CNBB, ajudou na implantação de vários projetos, incluindo a missão em Guiné-Bissau, a ação missionária "Missão Palavra e Pão" e o programa "Cada Comunidade Uma Vocação".

## Episcopado
No dia 25 de abril de 2018 foi nomeado pelo Papa Francisco bispo para a Diocese de Paranavaí, que estava vacante desde agosto de 2017. Dom Mário Spaki é o quinto bispo da história de Paranavaí, sucedendo Dom Geremias Steinmetz. Sua ordenação episcopal foi no dia 22 de junho, na Catedral Sant’Ana, de Ponta Grossa, sua diocese de origem, teve como ordenante principal Dom Sérgio Arthur Braschi e co-ordenantes Dom Anuar Battisti e Dom Frei João Bosco Barbosa de Sousa.
A a posse canônica na Catedral Maria, Mãe da Igreja, em Paranavaí, foi no dia 8 de julho, dia da celebração do Jubileu de Ouro da Diocese.
O lema episcopal de Dom Mário Spaki é "Fitando-o, amou", inspirado na passagem do jovem rico no Evangelho de Marcos. Na narrativa bíblica, o jovem corre ao encontro de Jesus e, ao ser questionado sobre sua vivência dos mandamentos, recebe um olhar de amor do Mestre. Para Dom Mário, essa passagem reflete o chamado ao despojamento e ao seguimento de Cristo, estando profundamente ligada à dimensão vocacional.
Além disso, o bispo destaca que a expressão "Fitando-o, amou" traduz o amor de Deus que invade e transforma a vida das pessoas, tornando-as chamadas a serem espelhos desse amor para os outros.

### Atuação na Diocese de Paranavaí
Após sua posse canônica na Diocese de Paranavaí, Dom Mário Spaki logo se mostrou um bispo comprometido com sua diocese e seus fiéis. Dom Mário desempenhou diversos trabalhos pastorais, incluindo a implementação de uma prática de oração específica: ele determinou que em todas as paróquias da diocese fosse rezada uma dezena do Santo Terço em ação de graças pelas vocações sacerdotais, religiosas e leigas. 
Essa iniciativa teve grande repercussão e chegou até o Papa Francisco, que expressou sua alegria ao tomar conhecimento da prática. Em um encontro com os bispos do Paraná no Vaticano, Dom Mário relatou pessoalmente ao Santo Padre sobre essa ação. Durante a audiência, o Papa demonstrou seu apoio e entusiasmo, incentivando que a oração pelas vocações se espalhasse para outras dioceses. Dom Mário descreveu esse momento como profundamente marcante e inspirador, destacando a importância da oração e do testemunho vocacional na missão da Igreja.
Durante o curso para bispos de recente nomeação, realizado em Roma entre os dias 5 e 14 de setembro de 2018, Dom Mário Spaki teve a oportunidade de saudar pessoalmente o Papa Francisco, falar sobre a Ação Evangelizadora: Cada Comunidade uma Nova Vocação e entregar ao Pontífice materiais relacionados à iniciativa.
Sabendo que cada novo bispo poderia cumprimentar o Papa individualmente, Dom Mário levou consigo um livreto sobre a ação evangelizadora. Ao se aproximar do Pontífice, apresentou-se e explicou em italiano como a ação estava se desenvolvendo pelo Brasil. O Papa ouviu atentamente, segurando sua mão durante a conversa, demonstrando interesse especial pelos testemunhos vocacionais compartilhados no livreto. Antes de se despedir, o Papa comentou: "Muitos vão contar os testemunhos" e incentivou Dom Mário a continuar com o trabalho de evangelização.
Dom Mário saiu desse encontro profundamente emocionado, sentindo-se motivado pelo apoio do Santo Padre à ação evangelizadora e à missão de promoção vocacional no Brasil.
Durante a Pandemia de COVID-19, Dom Mário utilizou as redes sociais e os meios de comunicação digitais para manter contato com seus fiéis e transmitir sua mensagem. As missas foram adaptadas para formatos com público reduzido e, em alguns momentos, realizadas no sistema drive-in, permitindo que os fiéis pudessem acompanhar a celebração sem deixar seus veículos. Após a pandemia, Dom Mário intensificou sua presença nas redes sociais, utilizando sua formação em Jornalismo para criar uma comunicação eficaz e interativa, principalmente através do Instagram, onde compartilha suas atividades pastorais e eventos na diocese.
Sua proximidade com os fiéis, especialmente os jovens, fez com que Dom Mário se tornasse uma figura carismática e querida na Diocese de Paranavaí. Ele participa ativamente de retiros, acampamentos e encontros de juventude, demonstrando seu entusiasmo e compromisso com a evangelização.
Em outra ocasião, Dom Mário encontrou novamente o Papa Francisco durante a primeira conferência internacional do CHARIS, realizada no Vaticano. Durante esse encontro, ele relatou ao Pontífice uma ação realizada para a arrecadação de 25 mil Bíblias destinadas à Guiné-Bissau, destacando que o número de exemplares arrecadados superou as expectativas. Dom Mário pediu ao Papa uma bênção especial para os ministros envolvidos na iniciativa, e o Pontífice atendeu ao pedido, enviando sua saudação aos 50 mil ministros que participaram do projeto.
Além disso, Dom Mário fortaleceu o trabalho da Iniciação à Vida Cristã (IVC) na Diocese de Paranavaí, incentivando a criação de grupos paroquiais para aprofundar a vivência cristã. Esse movimento cativou muitos fiéis, especialmente adultos. Em uma nova visita ao Papa Francisco, Dom Mário compartilhou sobre o trabalho com a IVC na diocese, recebendo uma bênção especial do Santo Padre para a Diocese de Paranavaí, que disse: "O Senhor os abençoe, sigam em frente e coragem! E rezem por mim! Obrigado!".

### Atuação Nacional
Além de seu trabalho na Diocese de Paranavaí, Dom Mário Spaki foi nomeado referencial da Conferência Nacional dos Bispos do Brasil (CNBB) para o CHARIS, organismo que representa todas as expressões da Renovação Carismática Católica. O CHARIS tem como objetivos principais a promoção do Batismo no Espírito Santo, a Unidade dos Cristãos, o Serviço aos pobres, a evangelização e a prática dos carismas.
Dentro da CNBB, Dom Mário também é responsável pela Pastoral do Turismo a nível nacional, além de atuar como bispo referencial da missão no estado do Paraná.